# Śulbasūtras
Los Śulbasūtras son varios textos de tipo sūtra, que pertenecen a los rituales śrauta. Fueron escritos en distintas épocas por distintos autores. En general contienen datos geométricos (relacionados principalmente con la construcción de altares de fuego) e intentos de resolución de la cuadratura del círculo).

## Nombre sánscrito
- śulbasūtra, en el sistema AITS (alfabeto internacional para la transliteración del sánscrito).
- शुल्बसूत्र, en escritura devanagari del sánscrito.
- Pronunciación: /shulbasútra/.[1]
- Etimología: ‘los aforismos sobre [el uso de] la cuerda’, siendo śulba: ‘cuerda, cordón o soga’, ‘cobre’, y sūtra: ‘hilo’, aforismos, textos relacionados como en un hilo.[1]

## Descripción
Los Śulbasūtras son parte de los Śrauta sūtras, un compendio de todos los textos que se consideraban apéndices de los Vedas (los textos más antiguos de la India, compuestos entre el milenio II y I a. C.
La importancia de los Śulbasūtras radica en que constituyen la única fuente que ha sobrevivido sobre los básicos conocimientos matemáticos que se conocieron en la India durante el período védico (previo a la formación de la religión hinduista).
Los cuatro Śulbasūtras más significativos desde el punto de vista matemático fueron los escritos por: 
- Baudhāyanaśulbasūtra (entre el 800 y el 600 a. C.)
- Manava (750-690 a. C.)
- Apastamba
- Katyayana (200-140 a. C.)[2]

Se cree que estos cuatro textos pertenecen a la época anterior al Imperio gupta (siglo III d. C.).
Se desconoce si son coetáneos con los descubrimientos matemáticos que se le atribuyen a Pitágoras (572-497 a. C.), o si son posteriores a él.